# シルクマジック
シルクマジック（Silk magic）とは、シルクを用いたマジックの総称。シルクとは、奇術用語で絹のハンカチのことをさす。

## シルクマジックの歴史
ハンカチは古くから奇術の世界で用いられていたが、ほかの物体を出現させたり消失させたりするための補助的な道具として扱われ、ハンカチそのものが奇術の主役となることは少なかった。しかし19世紀末に、消える鳥カゴや四つ玉の発明で知られるフランスのマジシャンであるドコルタがハンカチ自体を使った奇術を創作し、シルクマジックの基礎を築いた。素材としてシルクのハンカチを使いはじめたマジシャンのひとりはロベール・ウーダンであり、それまでは薄い亜麻布のハンカチがよく使われていた。
その後数十年の間に、シルクマジックのための道具（ギミック）が大量に考案され、現在でもマジシャンに使われているものも多い。
1937年には、ヒューガードが世界初のシルクマジックの専門書である「シルク・ソーサリー」を著した。シルクマジックの著作としては、他に「ENCYCLOPEDIA OF SILK MAGIC」が挙げられる。これはシルクマジックの百科事典であり、ハロルド・R・ライスが1948年に1巻を著し、3巻まで続いた。1993年には4巻をマーク・トリンブルが著した。このシリーズは和訳され、東京堂出版から「シルクマジック大事典」シリーズとして出版されている。
他にはオランダのマコーニック（後述のプリゾナー・シルクの考案者）やスイスのパーベル（後述のパーベルのチェッカーシルクや色変わりレコードの考案者）といったマジシャンがシルクマジックに影響を与えている。

## 代表的なシルクマジック
シルクマジックの現象としては、シルク自体の出現・消失・移動・カラーチェンジ（色の変化）などが代表的である。以下で主な作品を挙げる。
- パーベルのチェッカー・シルク

4枚の別々の色のシルクが、合体して1枚シルクになる（4色のチェッカー模様になる）。
- 色代わりレコード

シルク・セレナーデともいう。黒いレコードを穴つきジャケットに入れたあと、穴にシルクを通すと、レコードがシルクと同じ色に変化する。様々な色のシルクでこれを繰り返し、最後にジャケットが空であることを示す。
- シャワー・オブ・スイート

シルクの中から大量のお菓子（キャンディー、チョコレートなど）が出現する。
- デバントの色変わりシルク

演者は1枚の紙をあらため、それを丸めて筒状にする。何枚かの白いシルクを筒の片側から入れて反対側から取り出すが、1枚ごとに違う色に染色されて出現する。考案者はデビット・デバントで、1893年に初めて演じた。多くの改案が生まれている。
- カメレオン・シルク

現象としてはデバントの色変わりシルクと同様でシルクのカラーチェンジであるが、筒を使わない。すなわち演者が自分の拳にシルクを押し込み、シルクの色を変化させる。
- クリング・クラング

演者は卵を透明なコップにいれ、ハンカチをかけて机の上に置いておく。そのあと赤いシルクを手の中で握るとそれが卵に変化する。ハンカチをどけるとコップの中に入れたはずの卵は赤いシルクに変化している。
- 20世紀シルク

同じ色のシルクの端同士を結び、よけておく。別の色のシルクを取り出し、それを消してみせる。さきほどよけておいたシルクをふると、2枚のシルクの間にさきほど消したシルクが出現する。アル・ベーカー、ダイ・バーノンの改案が存在する。
- プリゾナー・シルク

端を結ばれたシルクの間に、別のシルクが瞬時に飛び込む。20世紀シルクでは、シルクが一度消失したあと、2枚のシルクの間から出現するのに対し、この作品ではシルクが飛び込むように2枚のシルクの間に入る。
- シンパセティック・シルク

演者は6枚のシルクを用意し、3枚をよけておいて残り3枚の端を結ぶ。するとよけておいた3枚も端がつながっている。さっき結んだ3枚のシルクわほどくと、さつきつながった3枚のシルクもほどけている。6枚ハンカチともいわれる。
- サン・アンド・ムーン

演者は観客から白いハンカチを借り、中央部分をハサミで切り取ってしまう。さらに自分も別の柄のハンカチを取り出し、同じように中央をハサミで切りとる。そのあと、中央部を切り取ったことによってでてきたハンカチの破片を演者は消し去ってしまう。中央部分を切り取られたはずのハンカチは、なぜか復活している。しかしよくみると白いハンカチの破片が柄のハンカチに、柄のハンカチの破片が白いハンカチに戻ってしまっている。そこで演者は2つのハンカチを新聞紙にくるみ、魔法をかける。新聞紙からハンカチを取り出すと、ちゃんと元に戻っている。この奇術にはサム・バーラントの改案がある。なお、同名のコインマジックも存在する。
- ファイアーフライ

観客から煙草を借りて火をつける。煙草がシルクに変化する。考案者はバーランド。煙草がシルクに変化する奇術（シガレット・トゥ・シルク）は多くのマジシャンが独自の方法を考案している。フランシス・B・マーティニュー、ラス・ウォルシュ、スチュアート・ロブソン、L・L・アイアランド、スポールディングなど。
- ライト・アンド・レフト

2つの試験管と色の異なる2つのシルクを用意する。シルクを1つ枚ずつ試験管に入れて両手でひとつずつ持つ。その後、試験管の中のシルクが一瞬にして入れ替わる。バリエーションとして「カラー・チェンジング・ハンクス」がある。この場合は試験管ではなくガラスの筒を使う。パーシー・アボットの「ダブル・フラッシュ・シルク・ミステリー」もライト・アンド・レフトの応用といえる。現象としては、2つのグラスの中に1つずつ入れられたシルクが消失し、再び出現する。
- ザ・メタモルフォシス

金属製のシリンダーの中にシルクを封じ込める。続いて演者は国旗を消失させる。さきほどのシリンダーを開けるとシルクの代わりに国旗が入っている。考案者はメサズ・ハムレイ。
- カメレオン・カラーズ

赤の印のついた封筒に赤のシルクを入れ、緑の印のついた封筒に緑のシルクを入れる。封筒を開けてみるとシルクは入れ替わっている。考案者はハロルド・R・ライス。
- シンブル・スルー・シルク

シンブル（指抜き）がシルクを貫通する。チェスタドブスキー、レイ・マック・マスの方法がある。
- スライディーニのシルク

2枚のシルクをきつく結ぶが、いつのまにか解けてしまう。スライディーニの作品。